# 偷星九月天
《偷星九月天》是潜艇工作室的荣誉漫画作品，连载于《知音漫客》中，主编为周洪滨，绘画由范晓松完成。且舞台剧在“江城”武汉进行全国巡演的首站演出。
2021年宣告推出改編網路動畫，bilibili出品。

## 概要
讲述了主人公琉星追逐大盗九月天的过程发生的离奇故事。

## 人物介绍

### 主要人物

#### 九月（September）
性别：女 　　 　生日：9月10日 　　
星座：处女座
别名：九月天、兰雪、光之九月 　　 　
性格：勇敢、坚强、自信、善良、可爱、偶尔腹黑
第七感：驭光之术(八元素之一，九千年一现）
招数与特长：百花·流光劍舞　光劍      光之鎖鏈
喜欢的人：琉星、十月（抹去愛意前）
喜欢的衣服：可爱、性感
喜好：收集与古悉兰文化有渊源的各国珍宝、购物、给小孬设计发型、捉弄家中的“女佣(琉星)”

前黑月鐵騎成員，現如今脫離組織，化名蘭雪。一个挥金如土的富家小姐，也是一名著名的国际大盗九月天。她以一亿买下琉星家中的别墅，而且买下琉星为仆人。有一寵物貓名為“小孬”。對十月和琉星都有好感。第七感是御光之術。擅長飛檐走壁、瞬間變裝和分子重組   為了世界犧牲自己化為神。

#### 琉星（Glazed star）
性别：男 　　 　生日：12月21日 　　 　
星座：射手座 　
别称：琉帽、傻星、傻帽、魔君、灰姑娘、暗之
琉星 　　 
性格：单纯、勇敢 　　
第七感：驭云之术、乙太（因地狱之血而完全开发，八元素之一） 　　
招数：云动拳、云集结、黑云刃、流云盾、控制云温、黑云风暴、云分身、云狼、黑云御罩、云雾、地狱之血。 　　
喜欢的人：兰雪（九月）

本来是富家公子，但后来因为九月天偷得“紫微星”而使琉星父亲的保安公司倒闭，父母留下琉星自己一个逃跑躲债，后来认识蘭雪（九月），得蘭雪相救，但沦为蘭雪的“女僕”，被她戲稱為“灰姑娘”。喜歡蘭雪，人生目標為抓到九月天，然後向蘭雪表白（后因九月用记忆换回了琉星的意识终于知道了兰雪与九月是同一个人）。

#### 十月（October）
性别：男 　　 　生日：10月9日 　　 　星座：天秤座
别称：炎之十月  微笑的死神 　性格：对朋友亲切温柔、对敌人冷酷内心坚强，勇敢，善良，愛人是九月，害怕告白
第七感：驭火之术（八元素之一） 　　
技能：炽红莲、炽斑鸠、炎龙之怒、卍字佛印·大梵天、彼岸花、旋火龙、岩烧火山
第七感全开为炽修罗（炽修罗虽可开启热感应系统，但会烧坏瞳孔，导致失明，炽修罗为自杀招数）
最高奥义——不动明王（火系最有杀伤力的绝招）
弱点：最害怕的事是告白
喜欢的人：九月
喜歡她的人：九月（抹去愛意前）、莉莉絲、六月
號炎之十月，黑月鐵騎成员之一。深愛著九月，視琉星為情敵，現在和琉星是朋友兼戰友，為了九月曾負過世界，甘願被k控制。第七感是馭火之術（成為白皇星前），曾經為了拯救計劃和繆爾五世同歸於淨，目前使用過熾紅蓮、熾斑鳩、炎龍之怒、卐字佛印·大梵天、彼岸花、三途河之花、旋火龍、岩燒火山。第七感全開為熾修羅，熾修羅雖可開啓熱感應係統，但會燒壞瞳孔，導致失明，亦是自殺招數。他還使用過火系最高奧義——不動明王，是火系最有殺傷力的絕招。

### 势力要角

#### 滄月（November）
生日：8月15日 　　星座：狮子座 　　别称：冰之沧月（Tsang-month ice）
性格（双重人格）：霸气、可爱（变成小孩时）、冷酷　　第七感：驭冰之术
喜欢的人：玄月
招数：疗伤能量波（极限治愈术残存，不能救活死者，在波塞冬救过三月四月）、“天上天下，唯我独尊”、冰之翼、冰凌镜反射、狼牙、千手观音、幽寒极光、南十字星盾、九龙玄冰、绝对零度、血色极寒、冰姬蔷薇、冰凌双剑、寒冰玄弓、冰苍皇龙等。 　
第八感：异次元之门、时空转换（开启时间与空间之门）　
酒神之吻：保持沧月体内酒精在最佳度数的项链。——葵.波波娃制造 （现被青灰六号第七感绝望的钢琴师震碎）
號冰之滄月，已開發到第八感，古悉蘭皇族後裔及天才。艾米博士贈與她另一種異能，但不能使用。由于身體虛弱從小生活在培養罐中。靠生命維持系統維持生命。腦域與电脑相連，可以無窮的獲得人類世界的知識。在外界只能存活十二天，所以不到危急關頭K先生不會派她去執行任務。

#### 玄月（December）
又名：路西法　　第七感：精神控制、御水之术（吸收文曲）、御雷之术（吸收武曲） 　　
喜欢的人：沧月/莫莉安
喜好：红酒
第八感：预知未来
古悉蘭十三後裔之一，古悉兰王国皇子，拥有白皇星戒指；前黑月鐵騎成員。曾經是黑月鐵騎的王牌，後因在水晶球中看到K统治的世界而脫離組織。他的目标是歼灭VV學院和黑月铁骑，防止K统治世界。一個對喜愛的事物溫柔體貼、對討厭的事物殘忍的人；冷淡，謎一樣的人物。為達目而不擇手段。然而，他最喜歡的好像並不是控制世界，而是看全人類的毀滅，再創造神的時代。
不过随着剧情的发展我们也许要对玄月刮目相看了。漫画322集中地球上的能力者正在阻止着K的怪物大军，并且有这样一段对话。
```
   神秘人:怎么可能?地球上竟有这么多能力者!
   K:都拜玄月所赐!
```

以此来看，“堕天使”似乎真的是玄月为阻止K等人毁灭地球而特意安排的“地球守护者”。

#### 贪狼
又名：齐潇洒 　　性别：男
喜欢的人：小沧月
第七感：神之手（用拇指摄取他人第七感，食指释放，其余三根手指储存 ，可以同时使用三种异能。缺点是神之手只有十分钟的使用时间，使用完后冷却需要一小时））
vv学院得力教官， 但在生活中自恋、花心。他是藏在古悉兰王国遗迹深处没有被K带走的第13个孩子，是恶魔缪尔五世（即K身上的恶灵）的孩子。在他苏醒之前艾米博士被迫在他的心脏安装了一颗炸弹。

#### 莉莉丝
性别：女 　　第七感：魅之幻术
喜欢的人：十月
十二堕天使之一，已经背叛路西法（玄月），并决定用自己的生命守护十月。 　
黑月岛一战，先用幻术令二月死在童年的回忆里，后又令十月在和九月的婚礼里死去。在失乐园用幻术迷惑三月，却被识破。在异次元世界里，用幻术让卡门以为黑月们被镜中人捉走了，但却被总司识破。

### 黑月鐵騎

#### 一月（January）
性别：女 　　性格：沉默寡言的可爱小女孩，有强大的力量，崇拜十月哥哥。 　　
第七感：通过脑电波控制自己接触过的物体爆炸。　 　　招数：爆破波板糖
喜好：各种口味的棒棒糖、十月哥哥的笑脸、与同龄小朋友玩耍、九月姐姐的怀抱
黑月鐵騎中年紀最小的。
在貪狼和破軍救走滄月時，被破軍砸暈並帶走。在卡薩布蘭卡的旅店，與VV學院一起遭墮天使圍攻，後被滄月所救。VV學院穿越沙漠，與滄月、破軍玩遊戲，被應蒼下藥，中迷藥昏倒後，跟滄月在一起。後跟隨滄月等人穿越到十月所在的異空間。目前在波塞冬的賓館，被岩黑一號所傷，正被岩黑一號帶往K先生處。

#### 二月（February）
性别：男 　　性格：非常自负、脾气火暴、简单直率 　　生日：8月21日 　　星座：狮子座
第七感：拥有和动物交流的能力。可以通过精神力量控制动物并与动物交流（包括笨的人），在10公里范围内任何动物都可以成为他的工具
武器：被自己第七感所控制的动物 　　喜好：各种动物、耍帅、美女
一头銀髮的男孩。
曾前去馬六甲搶奪權杖，後到紐約調查墮天使蹤跡。紐約危機結束後，得知黑月島被路西法（玄月）帶領十二墮天使圍攻，與十月前去營救。到達黑月島後從地下通道進入，但被莉莉絲用幻術殺死。已被貪狼用極限治愈術所救活，轉移到了未知時空，目前下落不明，似乎在經歷奇怪的冒險，後被人魚艾娃愛上，差點被阿棄的爸爸殺掉，破軍放出了密水泉湧，救了他們。

#### 三月（March）
生日：11月4日　　星座：天蝎座 　　别称：金之三月
性格：冷酷、好战、容易被激怒，崇尚力量。与四月是搭档，两人感情很深
第七感：驭金之术（八元素之一） 武器：以黑月铁骑为标志的扑克牌
必杀绝招：玄铁JOKER、浮生万刃、万刃归一、剑雨烟花、残月鬼镰
喜好：血的颜色，敌人绝望的表情。
一头紅髮的少年，忠于K先生並崇尚力量。
與四月一起為了保護面具而與九月作戰。到過波斯灣地宮，曾到紐約、調查墮天使的蹤跡。在波塞东篇因之前坠天使追杀受重伤，失去了战斗能力在后来得罪金的手下而被其追杀，在村庄见证同伴被金的手下杀害后终于使用元素针激发第七感并处决了全部的杀手。后来被火狐狸偷袭带上了傀儡面具出现在波塞东竞技场，后来四月被金杀害在盛怒下暴走不但杀死了金还要让全世界陪葬，后被莉莉丝制服。后来繆爾五世以复活四月为条件使四月倒戈，杀死所有VV学院的人直到大决战时因四月被沧月复活而回归。事件结束后自愿为复活的VV学院做牛做马表示赎罪。

#### 四月（April）
性别：女 　　 生日：3月11日 　　 星座：双鱼座 　　 别称：木之四月
第七感：驭木之术（八元素之一）  　　 武器：藤鞭 　　 防守招：藤蛇蔓舞
喜好：连绵的阴雨天 　　 　　特长：组织计划 　　
思維嚴密、冷靜、隨機應變能力強的女孩，常与三月组合行动，每次遇到危险都会挡三月前面。第七感隨三月刺入元素針後已開發，開發時很恐怖，眼睛變成白的，身邊長起又粗又壯的樹木，和原本的四月完全不像。與三月一起去保護面具而與九月作戰。

#### 五月（May）
：性别：男 　　性格：沉稳有毅力，有颗百折不挠的顽强之心，敢于为同伴牺牲
：第七感：肌体石化 　　武器：多功能步枪，肌肉 ,无敌露脚趾头的超臭香港脚
：喜好：咖喱饭和巴西烤肉
沉穩有毅力、有顆百折不撓的頑強之心、敢於為同伴犧牲的大塊頭。第七感為肌體石化。被馬斯特馬所殺後被貪狼先生救活，轉移到未知時空，成為特種兵。

#### 六月（June）
性别：女 　　生日：6月20日 　　星座：双子座
能力：控制声音 　　性格：火辣奔放，花痴（比如对十月）和一点自恋
第七感：拥有控制声波的能力，通过声波的反射可以在黑夜掌握敌人的动向，甚至完成声纳仪才能完成的任务。 　　招数：声波攻击
喜好：古典音乐 　　PS：被变成沙虫怪的沙蚓所杀，死后被贪狼先生救活，转移到未知时空，成为异世界老夜上海滩的歌姬。
因為變成沙蟲怪的沙蚓沒有聽覺，所以被殺。死後被貪狼先生救活，轉移到未知時空，成为异世界老夜上海滩的歌姬。

#### 七月（July）
性别：男 　　性格：内敛，专注。有艺术家的气质，喜欢一切美好的事物 　　星座；天秤座（优雅，有艺术家气质）
第七感：可以把空气中的电子转化为保护屏，是黑月铁骑中拥有最强防御能力的人。保护屏被称作是绝对防御，据说连激光和核武器都无法穿透
招式：使保护屏急速膨胀，与敌人同归于尽
喜好：文艺复兴时期的艺术品
八月的雙胞胎哥哥，但因妹妹實力比自己強而排在他之上，必須稱其為姐姐。內斂、專注的男孩，有藝術家的氣質。被夜鶯用瞬間移動穿過絕對防禦後，刺穿身體所殺，後被貪狼先生救活，轉移到未知時空，成為奴隶。 

#### 八月（August）
性别：女 　　星座：天秤座
性格：乐观开朗、善解人意(这和她的第七感有关)、擅长分析推理（和七月是双胞胎兄妹）
第七感：拥有恐怖的看透人心的能力——读心术（可用来预判对手的动作）
喜好：侦探小说、欺负七月
七月的雙胞胎妹妹，但因自己實力比哥哥強而排在他之上，所以稱其為弟弟。樂觀開朗、善解人意、擅長分析推理的女孩。第七感是讀心術。喜歡欺負七月。卡門貓變之後攻擊屬性變成了靠本能進攻，因無法讀到她的內心預知她的行動而被殺，後被貪狼先生救活，轉移到未知時空，當上君王。
- 九月（September）

参见#主要人物
- 十月（October）

参见#主要人物
- 沧月（November）

参见#势力要角
- 玄月（December）

参见#势力要角
- Q博士

性别：男
现已脱离黑月铁骑组织。K的助手（脱离前），九月的管家，同时也是一个神秘的科学家。
- K先生

黑月铁骑的创始人，先被恶灵缪尔五世附身。

## 用语
- 血池

K利用四号使人类变异，吸入锁雾镇影子世界中心黑洞，聚合人类生命原力形成血池，到达现实世界，吞没地球，最终被k全部吸收。血池炼化众生六道，世间一切由情生，归为六类，六道众生。轮转四生，循环三届，互相通达，六道轮回。三恶道:地狱道(血亡灵)、恶鬼道（已死暗月融合的六臂女妖，有鬼目）、畜生道（血触手）。 三善道:人道（莉莉丝）、阿修罗道（三月）、天道（K）。
- 八元素

指光、乙太、金、木、水、火、土、雷八大元素。驭金之术：三月的第七感；驭木之术：四月的第七感；驭水之术：文曲的第七感；驭火之术：十月的第七感；驭土之术：破军的第七感；驭雷之术：武曲的第七感；驭光之术：九月的第七感；驭乙太之术：琉星的第七感（因地狱之血增加的第七感）
- VV学院

VV学院（victoy vision）名义上是一所侦探学校，教官是曾经和艾米博士一起的考古学家（贪狼先生除外），七位教官的名字分别是贪狼、巨门、禄存、文曲、廉贞、武曲、破军，在古代代表北斗七星。